# George Westinghouse
George Westinghouse Jr. (Central Bridge, 6 ottobre 1846 – New York, 12 marzo 1914) è stato un inventore e imprenditore statunitense, inventore dei freni pneumatici per le ferrovie e pioniere dell'industria elettrica.

## Biografia
George Westinghouse, Jr. inventò i freni pneumatici in ambito ferroviario. Ottenne il suo primo brevetto a 22 anni. Originario di New York, si stabilì a Pittsburgh, Pennsylvania per lungo tempo. Westinghouse fu uno dei rivali di Thomas Edison in ambito elettrotecnico. Il sistema Westinghouse (basato sulle invenzioni di Nikola Tesla) di distribuzione elettrica, ovverosia utilizzando la corrente alternata, prevalse sul sistema Edison a corrente continua. Nel 1911, Westinghouse ricevette dal American Institute of Electrical Engineers la Edison Medal "For meritorious achievement in connection with the development of the alternating current system."

### Primi anni
George Westinghouse Jr. nacque a Central Bridge (New York) nel 1846, figlio di un meccanico e di sua moglie. All'età di 15 anni, allo scoppio della guerra civile americana, Westinghouse si arruolò nella New York National Guard, servendo fino a che i suoi genitori lo rivollero a casa. Nell'aprile 1863, persuase i propri genitori di lasciarlo riarruolare, si unì alla Compagnia M del "16th New York Cavalry" e divenne caporale. Nel dicembre 1864, lasciò l'esercito per entrare in marina, servendo come terzo assistente ingegnere sulla USS Muscoota. Nell'agosto 1865, alla fine della guerra, ritornò in famiglia a Schenectady (New York) e si iscrisse allo Union College. Lasciò la scuola al termine del primo anno.
Westinghouse aveva 19 anni quando creò la sua prima invenzione, il motore rotativo a vapore. Creò anche il Westinghouse Farm Engine. A 21 anni, inventò il "car replacer", dispositivo per guidare le carrozze deragliate sulle rotaie, e il deviatoio "frog", dispositivo per scambiare i binari su cui viaggia un treno.
Nel 1867, Westinghouse incontra e sposa Marguerite Erskine Walker. Ebbero il figlio George Westinghouse terzo e rimasero sposati per 47 anni. La coppia si stabilì a Pittsburgh, Pennsylvania. Successivamente a Lenox, poi a Washington.
Nel 1872, fondò l'omonima società. La società è attualmente tra i principali costruttori di materiale elettrico ed elettro-nucleare (centrali atomiche, alternatori, turbine, motori, sistemi di automazione) oltre che di telefonia e di produzione siderurgica.
Fu amico e finanziatore di Nikola Tesla ed uno dei maggiori rivali di Thomas Edison. Fu sostenitore ed attuatore delle teorie del serbo per la realizzazione di un sistema globale di distribuzione ed utilizzo dell'energia elettrica basato sulle potenzialità della corrente alternata: sistema poi dimostratosi vincente ed attualmente universalmente diffuso, nei confronti del sistema a corrente continua sostenuto da Edison.
Nel contesto della "guerra delle correnti", Westinghouse stava tuttavia affrontando gravi difficoltà economiche a causa degli elevati costi necessari per lo sviluppo e l'implementazione del sistema a corrente alternata di Tesla e alle battaglie legali contro Edison. I suoi debiti e le difficoltà finanziarie erano così gravi che rischiava di fallire.
Tesla, che aveva un contratto milionario con Westinghouse per l'uso delle sue invenzioni relative alla corrente alternata, fece un gesto generoso: nel 1888 accettò di rinunciare ai pagamenti a cui aveva diritto per i suoi brevetti, riducendo sensibilmente il peso finanziario di Westinghouse. Questo atto consentì a Westinghouse di continuare a finanziare e promuovere la corrente alternata, che alla fine si impose come il sistema di trasmissione elettrica dominante. 

### Freni ad aria
Al tempo, Westinghouse fu testimone di un incidente ferroviario, in cui due tecnici si guardarono in faccia senza riuscire a fermare in tempo il treno, con la tecnologia dell'epoca. I frenatori dovevano andare da una carrozza all'altra a gattoni su ogni carrozza e applicare il freno manualmente. Nel 1869, a 22 anni, Westinghouse inventò un sistema frenante ad aria compressa. Il sistema Westinghouse era composto da un compressore sulla locomotiva, un serbatoio e una valvola su ogni vettura, un tubo rigido lungo ogni vettura veniva connesso con una tubazione flessibile tra un vagone e l'altro, in modo da unire in un solo comando tutti i freni delle vetture contemporaneamente. Un sistema di sicurezza impediva l'applicazione involontaria dei freni in caso di rottura della linea ad aria. Fu brevettato da Westinghouse il 28 ottobre 1873. La Westinghouse Air Brake Company (WABCO) fu creata appositamente per produrre e commercializzare tale sistema frenante. Tutti i sistemi frenanti ad aria di ferrovie e veicoli pesanti, come camion, si basano sul sistema WABCO.
Westinghouse migliorò anche i segnali ferroviari. Nel 1881 fondò la Union Switch and Signal.

## Relazioni sindacali
La settimana lavorativa di sei giorni, col sabato a mezza giornata, un importante passo avanti verso la settimana di 5 giorni lavorativi, fu introdotta da George Westinghouse nella fabbrica di Pittsburgh nel 1881.

## Onorificenze
- 1906, John Fritz Medal
- 1911, Edison Medal
- 1918, viene inaugurato a Pittsburgh il Westinghouse Park.
- 1930, il Westinghouse Memorial viene posto nel Schenley Park di Pittsburgh.
- 1932, viene chiamato George Westinghouse Bridge il ponte vicino allo stabilimento di Turtle Creek. La targa ricorda:

- 1986, la casa natale di George Westinghouse Jr. presso Central Bridge (New York) è registrata nel National Register of Historic Places.

## Brevetti
- (EN)  US34605, United States Patent and Trademark Office, Stati Uniti d'America., grain and seed winnowers
- (EN)  US106899, United States Patent and Trademark Office, Stati Uniti d'America., improvements in steam engine and pump
- (EN)  US109695, United States Patent and Trademark Office, Stati Uniti d'America., improvement in atmospheric car-brake pipes
- (EN)  US136631, United States Patent and Trademark Office, Stati Uniti d'America., improvement in steam-power-brake couplings
- (EN)  US149901, United States Patent and Trademark Office, Stati Uniti d'America., improvement in valves for fluid brake-pipes
- (EN)  US218149, United States Patent and Trademark Office, Stati Uniti d'America., improvement in fluid-pressure brake apparatus
- (EN)  US280269, United States Patent and Trademark Office, Stati Uniti d'America., fluid-pressure regulator
- (EN)  US366362, United States Patent and Trademark Office, Stati Uniti d'America., electrical converter
- (EN)  US399639, United States Patent and Trademark Office, Stati Uniti d'America., system of electrical distribution
- (EN)  US314089, United States Patent and Trademark Office, Stati Uniti d'America., system for the protection of railroad-tracks and gas-pipe lines
- (EN)  US400420, United States Patent and Trademark Office, Stati Uniti d'America., fluid-meter
- (EN)  US425059, United States Patent and Trademark Office, Stati Uniti d'America., fluid-pressure automatic brake mechanism
- (EN)  US427489, United States Patent and Trademark Office, Stati Uniti d'America., alternating current electric meter
- (EN)  US437740, United States Patent and Trademark Office, Stati Uniti d'America., fluid-pressure automatic brake
- (EN)  US446159, United States Patent and Trademark Office, Stati Uniti d'America., switch and signal apparatus
- (EN)  US454129, United States Patent and Trademark Office, Stati Uniti d'America., pipe-coupling
- (EN)  US497394, United States Patent and Trademark Office, Stati Uniti d'America., conduit electric railway
- (EN)  US499336, United States Patent and Trademark Office, Stati Uniti d'America., draw-gear apparatus for cars
- (EN)  US543280, United States Patent and Trademark Office, Stati Uniti d'America., incandescent electric lamp
- (EN)  US550465, United States Patent and Trademark Office, Stati Uniti d'America., electric railway
- (EN)  US579506, United States Patent and Trademark Office, Stati Uniti d'America., current-collecting device for railway-vehicles
- (EN)  US595007, United States Patent and Trademark Office, Stati Uniti d'America., elevator
- (EN)  US595008, United States Patent and Trademark Office, Stati Uniti d'America., electric railway
- (EN)  US609484, United States Patent and Trademark Office, Stati Uniti d'America., fluid pressure automatic brake
- (EN)  US672114, United States Patent and Trademark Office, Stati Uniti d'America., draft appliance for railway cars
- (EN)  US672117, United States Patent and Trademark Office, Stati Uniti d'America., draw-gear and buffing apparatus
- (EN)  US676108, United States Patent and Trademark Office, Stati Uniti d'America., electric railway system
- (EN)  US687468, United States Patent and Trademark Office, Stati Uniti d'America., draw-gear and buffing apparatus
- (EN)  US727039, United States Patent and Trademark Office, Stati Uniti d'America., automatic fluid pressure brake apparatus
- (EN)  US922827, United States Patent and Trademark Office, Stati Uniti d'America., gearing
- (EN)  US995508, United States Patent and Trademark Office, Stati Uniti d'America., elastic-fluid turbine
- (EN)  US1119913, United States Patent and Trademark Office, Stati Uniti d'America., electric railway